# إنتر ميلان موسم 1908–09
موسم 1908–09 هو الموسم التنافسي الأول لنادي إنترناسيونالي، والذي تأسس في ميلانو في 9 مارس 1908.

## الموسم
لعب إنتر ميلان أول مباراة له في 18 أكتوبر 1908، حيث واجه ميلان في سويسرا في مباراة ودية خسر فيها بنتيجة 2-1.  كانت أول مباراة رسمية لها مرة أخرى عبارة عن مباراة ديربي - بعد حوالي ثلاثة أشهر - صالحة للتأهل إلى البطولة المحلية:  مما أدى إلى خسارة ثانية، بنتيجة 3-2 للمنافسين عبر المدينة.  بعد أسبوعين، وخسارته أيضًا أمام ميلانو الإيطالي (2-0)، فشل النادي الوليد في التأهل للمرحلة النهائية. 

## اللاعبين
المصدر:
- كارلو كوكي (حارس المرمى)
- إنريكو دو شين (خط الوسط)
- [[فيرجيليو فوساتي (خط الوسط)[1]
- أكيلي جاما (مهاجم)
- كارلو هوبف (مهاجم)
- كابلر (مدافع)
- فيرنر كومر (خط الوسط)
- هيرنست ماركتل (مدافع)
- ماريو موريتي (مدافع)
- نيدرمان (مدافع)
- أوغو ريتمان (خط الوسط)
- برنارد شولر (مهاجم)
- أرنالدو وولكل (خط الوسط)

المدرب: فيرجيليو فوساتي